# Lubuksia incerta
Lubuksia incerta är en insektsart som beskrevs av Sigfrid Ingrisch 1998. Lubuksia incerta ingår i släktet Lubuksia och familjen vårtbitare. Inga underarter finns listade i Catalogue of Life.